# Virkby kyrka
Virkby kyrka, även kallad Det Heliga Korsets kapell, är en evangelisk-luthersk kyrka i Lojo i Finland. Kyrkan hör till Lojo församling och ligger i Virkby stadsdel. Mycket av Lojo församlings svenskspråkiga verksamhet äger rum i Virkby kyrka. Omkring kyrkan finns Virkby kyrkogård samt Virkby hjältegravar. Kyrkan är byggd år 1953 men invigdes som en kyrka år 2010.

## Historia och arkitektur
Den kristna traditionen i Sydlojo sträcker sig ända tillbaka till 1200-talet, då den danske ärkebiskopen Andreas Synnesen besökte Västnyland och kallade folk till massdop vid dopkällan i Tötar. Minnesmärket vid Kastlähde, som restes med frivilliga krafter, avtäcktes 2005.
Virkby kyrka ritades av arkitekt Mikael Nordenswan och färdigställdes år 1953. Kyrkobyggnaden har en kyrksal, en församlingssal, vaktmästarbostad, diakonimottagning och dagrum. Innan kyrkan byggdes, firades gudstjänst i Virkby samlingshus, som äldre Virkbybor ofta kallar ”Tikkutalo”. Samlingshuset förstördes i en eldsvåda år 2019. Lojo församling köpte en tomt för kyrkan av Kyrkstad gård år 1940. Grundstenen lades i september 1952 och bygget stod färdigt år 1953. Lojo kalkverk donerade största delen av byggmaterialet. Först kallades byggnaden Sydlojo församlingshem och namnet Virkby kyrka började man använda år 1989. Virkby kyrkas kyrkklockor invigdes på julaftonen 1958.
Personer som engagerade sig i kyrkbygget var bland många andra bergsrådet Petter Forsström, Kyrkstad gårds värdinna Anna Dahlberg, lärare J.C. Backman samt apoteksrådet Björksten. Många av dem som deltog i kyrkbygget var anställda vid Kalkverket. Åren 2009–2010 genomgick kyrkan en totalsanering. Då saneringen slutförts hösten 2010, vigdes kyrksalen av kontraktsprosten Kaiku Mäenpää till Det Heliga Korset. Byggnaden hade inte förut officiellt vigts till kyrka.

## Inventarier
Lista över kyrkans inventarier:
- Altartavlan, Virkby kyrkas altartavla har år 1909 målats av Ali Munsterhjelm och den flyttades från S:t Lars kyrka till kyrkan i Virkby då kyrkan stod färdig.
- Glasmålningen med krubban har planerats av Karin Mascitti-Slotte och donerats av bergsrådet Forsström. Målningen finns på korets södra vägg.
- Dopfunten donerades år 1940 till Lottorna och Marthorna av luftvärnsmanskapet. Foten tillverkades under ledning av dåvarande läraren vid Kalkverkets yrkesskola, Knut Kullberg.
- Ryamattan framför altaret har vävts av de finska och svenska Marthorna i Lojo. Mönstret ritades av bergsrådinnan Margit Forsström och handarbetsläraren Asta Jansson.
- Kyrksalens stolar har tillverkats i centralfängelset i Riihimäki.
- På kyrksalens läktare finns två orglar. Den äldre är en mekanisk orgel, Opus 7, byggd av Veikko Virtanen år 1958. Den nyare är en digitalorgel tillverkad av Allén år 2011. Båda instrumenten är fullt användbara och de har två manualer och pedal. Den äldre orgeln har donerats av bergsrådet Petter Forsström.
- De kyrkliga ”Stjärnhimmel”–textilerna ritades 1994 av Rita Rauteva-Tuomainen. Antependiet och altarskrankets spetsduk kan ursprungligen ha framställts för S:t Lars kyrka. Årtalet 1927, som finns på bordduken, tyder på det. Monogrammet AD på altarskrankets spetsduk för tankarna till Kyrkstad gårds värdinna Anna Dahlberg. Hon tillverkade år 1953 de vita och violetta mässhakar som förvaras skilt för sig i Virkby kyrka.